# José Maria da Silva Paranhos
Pour les articles homonymes, voir Visconde do Rio Branco (homonymie) et Rio Branco.
José Maria da Silva Paranhos, vicomte de Rio Branco (né le 16 mars 1819 à Salvador de Bahia et mort le 1er novembre 1880 à Rio de Janeiro) est un homme politique et diplomate de l'empire du Brésil.

## Biographie
Il naît durant le règne de Jean VI, fils d'Agostinho da Silva Paranhos et de Josefa Emerenciana Barreiro Paranhos.
Il étudie, à l'école navale et à l'école militaire, la diplomatie et les mathématiques. Il devient plus tard professeur assistant puis professeur d'université à l'école centrale (qui s'appellera plus tard école polytechnique) nouvellement créée.
Il collabore à d'importants journaux de son temps comme O Novo Tempo, Correio Mercantil, Jornal do Commercio et O Marinbondo.
Il est secrétaire de la mission spéciale du Río de la Plata en 1851 sous les ordres du marquis de Paraná et plus tard ministre résident, chef de la légation et envoyé spécial en mission en Argentine, en Uruguay et au Paraguay. Paranhos est l'une des principales figures du Parti Conservateur, et un des hommes de confiance de l'empereur Pierre II.
En politique intérieure, il est député à l'Assemblée et président de la province de Rio, député fédéral pour plusieurs législatures, ministre des Affaires étrangères, de la Marine, de la Guerre et de l'Agriculture. Comme sénateur de la province du Mato Grosso, il est président du Conseil des ministres du 7 mars 1871 au 26 juin 1875, cette période devenant connue sous le nom de ministère Rio Branco.
C'est l'un des ministères les plus longs de la période impériale, qui voit la participation d'hommes politiques de tous bords.